# Janusz Stepnowski

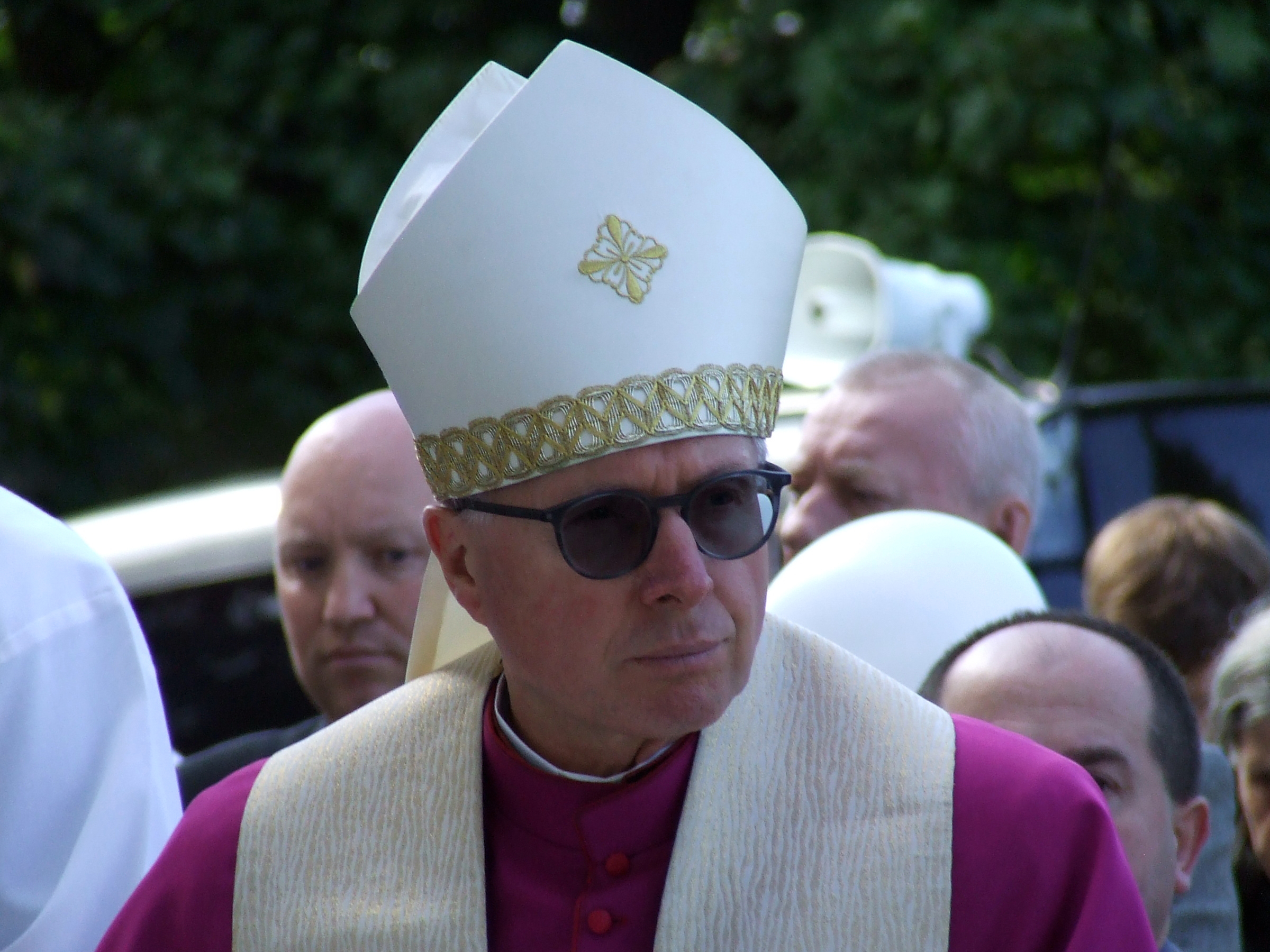
Janusz Stepnowski (2017)

Bischofswappen von Janusz Stepnowski

Janusz Bogusław Stepnowski (* 11. Juli 1958 in Ostrołęka) ist ein polnischer Geistlicher und römisch-katholischer Bischof von Łomża.

## Leben
Janusz Stepnowski wurde in der Pfarrkirche Mariä Heimsuchung in Ostrołęka getauft. Er besuchte die Grundschule Nr. 2 in Ostrołęka und absolvierte anschließend eine Ausbildung zum Kraftfahrer. Später erwarb er zudem am Berufsschulkomplex Nr. 2 in Ostrołęka einen Abschluss in der Fachrichtung Zerspanung. Nachdem er das Abitur erlangt hatte, studierte er von 1979 bis 1985 Philosophie und Katholische Theologie am Priesterseminar in Łomża. Daneben absolvierte er sechs Monate den Wehrdienst. Am 1. Juni 1985 empfing er durch den Bischof von Łomża, Juliusz Paetz, das Sakrament der Priesterweihe für das Bistum Łomża.
Nach der Priesterweihe setzte Stepnowski seine Studien in Spanien fort, wo er 1988 an der Universität Navarra in Pamplona bei Jorge Miras mit der Arbeit La personalità giuridica e la potestà della Conferenza Episcopale („Die Rechtspersönlichkeit und die Befugnisse der Bischofskonferenz“) im Fach Kanonisches Recht promoviert wurde. Von 1988 bis 1989 belegte er Kurse an der Ausländeruniversität Perugia und wirkte als Seelsorger im Bistum Terni-Narni-Amelia. Ab 1989 war Stepnowski an der Kongregation für die Bischöfe tätig, an der er zunächst für die spanischsprachigen Länder in Südamerika und später für die Koordination der Ad-limina-Besuche zuständig war. Daneben war er Übersetzer an der Römischen Rota und ab 1990 auch Kaplan der Figlie della Presentazione di Maria Santissima al Tempio. Später wurde er Büroleiter in der Kongregation für die Bischöfe. Am 18. März 2005 verlieh ihm Papst Johannes Paul II. den Ehrentitel „Päpstlicher Ehrenprälat“.
Papst Benedikt XVI. ernannte ihn am 11. November 2011 zum Bischof von Łomża. Der Kardinalpräfekt der Kongregation für die Bischöfe, Marc Ouellet PSS, spendete ihm am 18. Dezember desselben Jahres in der Kathedrale St. Michael in Łomża die Bischofsweihe; Mitkonsekratoren waren Stanisław Stefanek SChr, emeritierter Bischof von Łomża, und Erzbischof Celestino Migliore, Apostolischer Nuntius in Polen. Sein Wahlspruch Gratia et pax („Gnade und Frieden“) stammt aus 1 Kor 1,3 .
In der Polnischen Bischofskonferenz fungiert Stepnowski zudem seit 2012 als Delegat der Bischofskonferenz bei der Kommission der Bischofskonferenzen der Europäischen Gemeinschaft (COMECE) und seit 2019 als Delegat für die Juristenseelsorge. Ferner gehört er dem Ökumenerat der Bischofskonferenz an. Darüber hinaus leitet er in der Kommission der Bischofskonferenzen der Europäischen Gemeinschaft die Kommission für Kultur und Bildung.

## Wappen
Der Wappenschild ist in zwei Hälften geteilt: Die blaue Hälfte steht für die Reinheit des Himmels. Der auf diesem Hintergrund befindliche diagonale goldene Streifen symbolisiert die Gnade Gottes und die Ankunft Gottes in der Welt. Die zweite silberne Hälfte steht für Wahrheit und Gerechtigkeit, die den Bischof bei der Ausübung seines Amtes leiten sollen. Hierauf befindet sich ein Olivenzweig, der ein Symbol für Frieden und Befreiung darstellt. Die drei Früchte des Olivenzweiges sind ein Verweis auf die drei Personen der Heiligen Dreifaltigkeit. Mit der Farbgebung der ersten Hälfte des Wappenschilds wird zugleich Bezug auf das Wappen von Papst Johannes Paul II. genommen, während dessen Pontifikat Janusz Stepnowski an der Römischen Kurie tätig war.

## Schriften
- La personalità giuridica e la potestà della Conferenza Episcopale. Pamplona 1988.
- La potestad de la Conferencia Episcopal en la doctrina europea. In: Cuadernos doctorales: derecho canónico, derecho eclesiástico del Estado. Nr. 7, 1989, S. 490–549 (hdl.handle.net).